# Hanomag

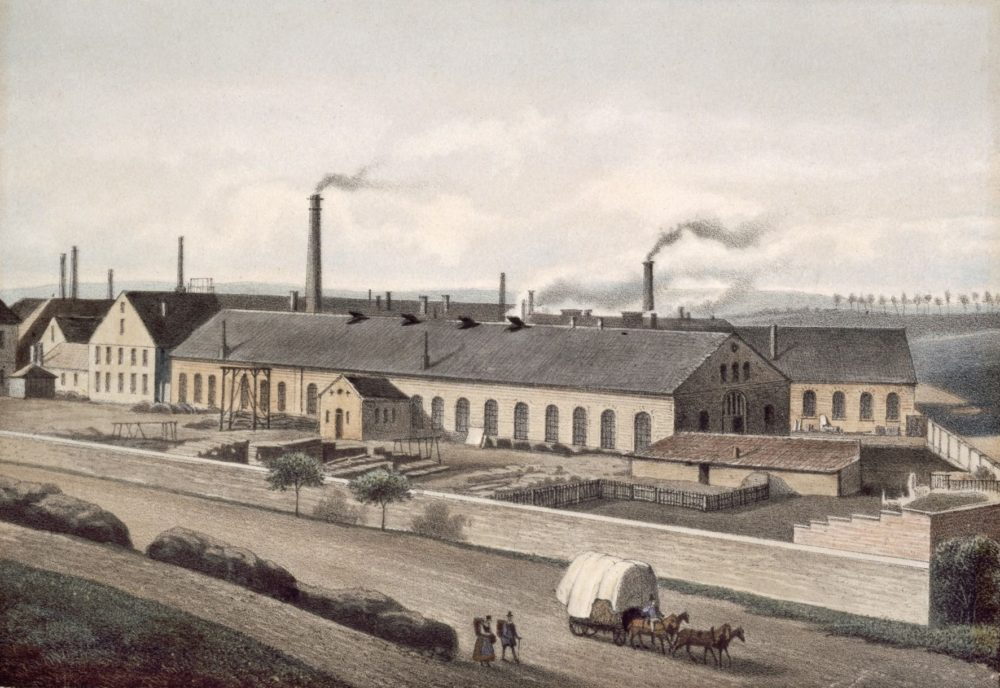
De Eisen-Giesserey und Maschinenfabrik Georg Egestorff in Linden (omstreeks 1860)

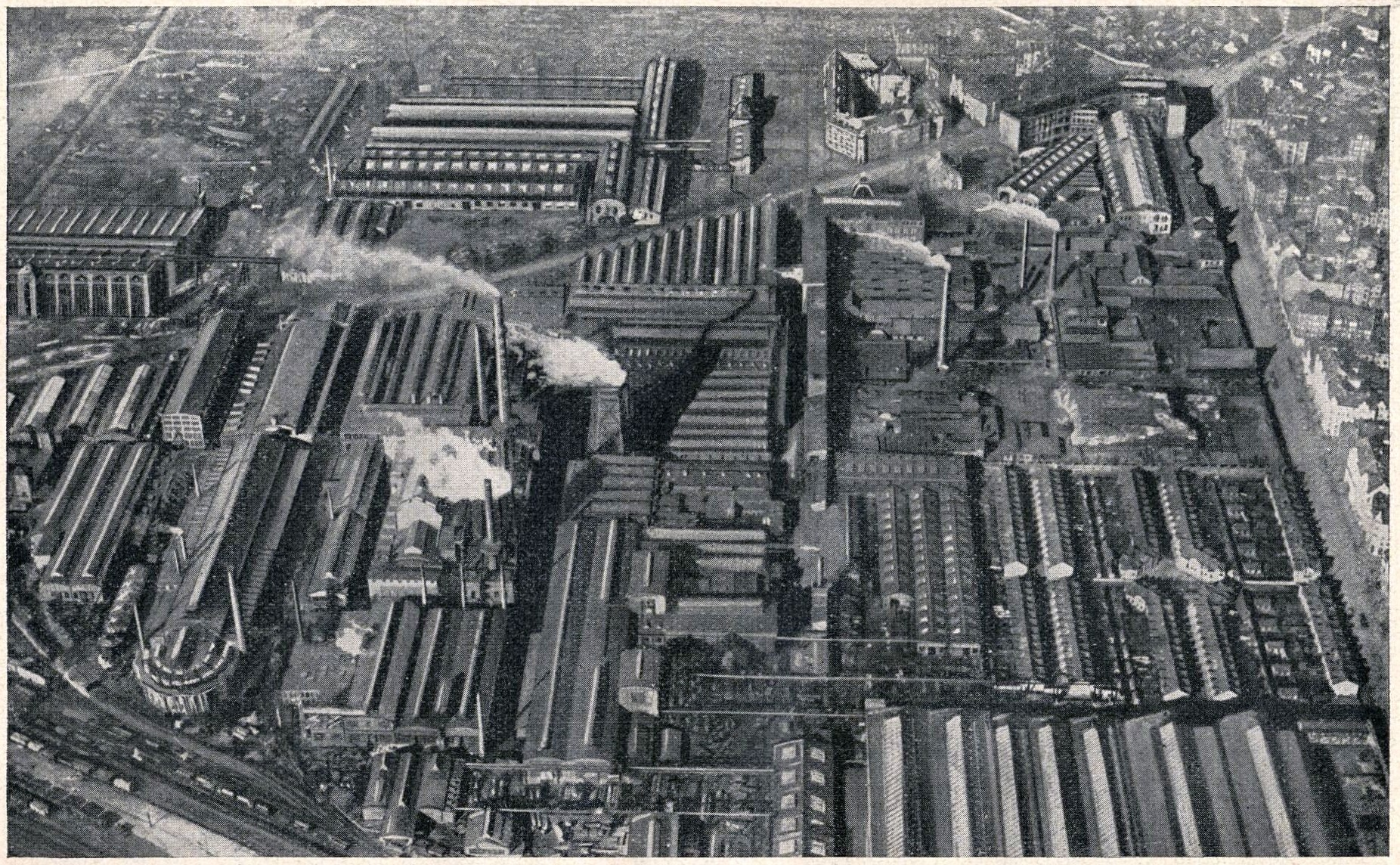
De Hanomag fabriek omstreeks 1921

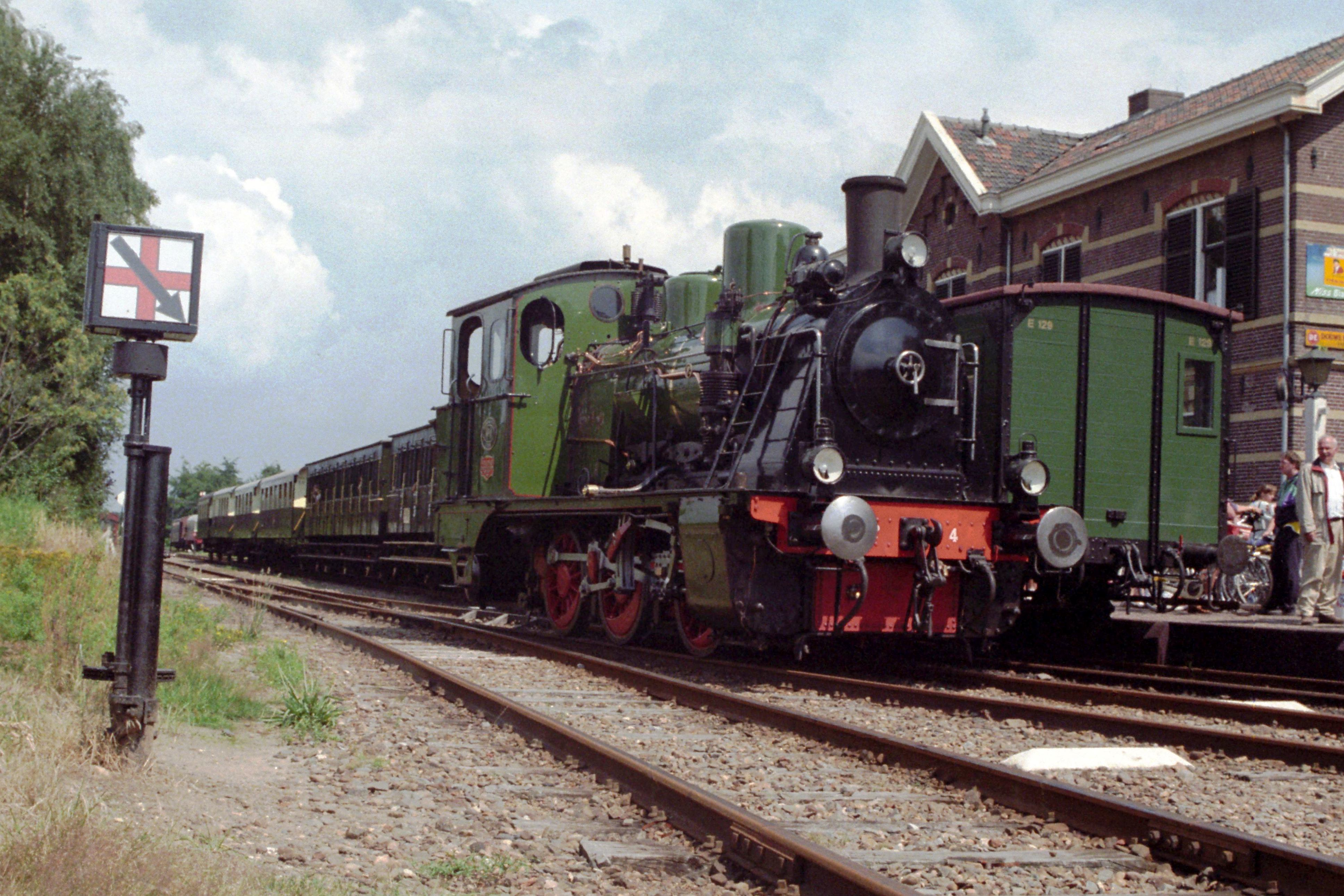
Hanomag stoomlocomotief. Loc 4 van de Museum Buurtspoorweg

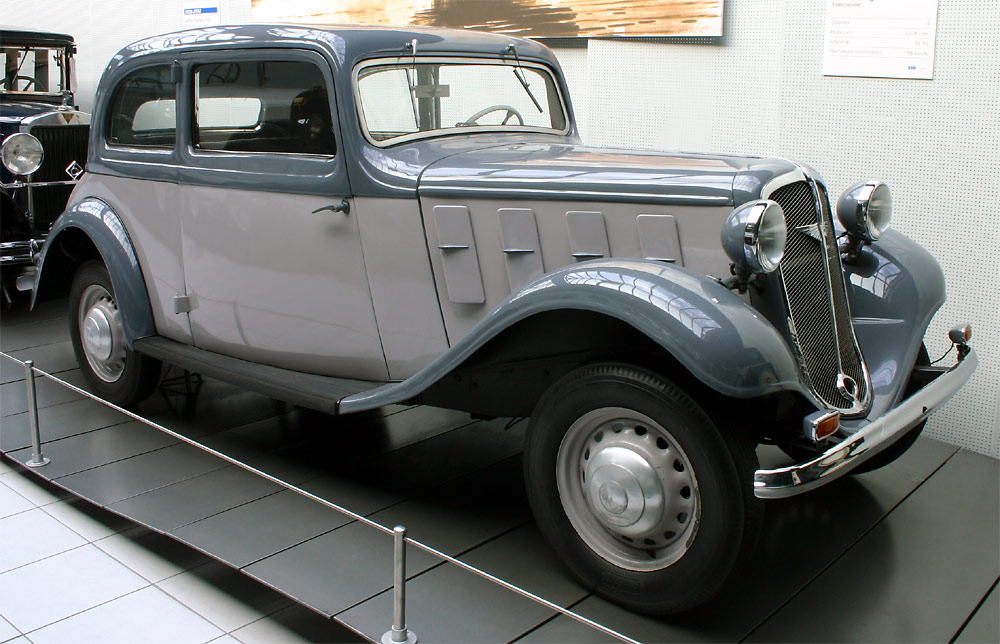
Hanomag Rekord

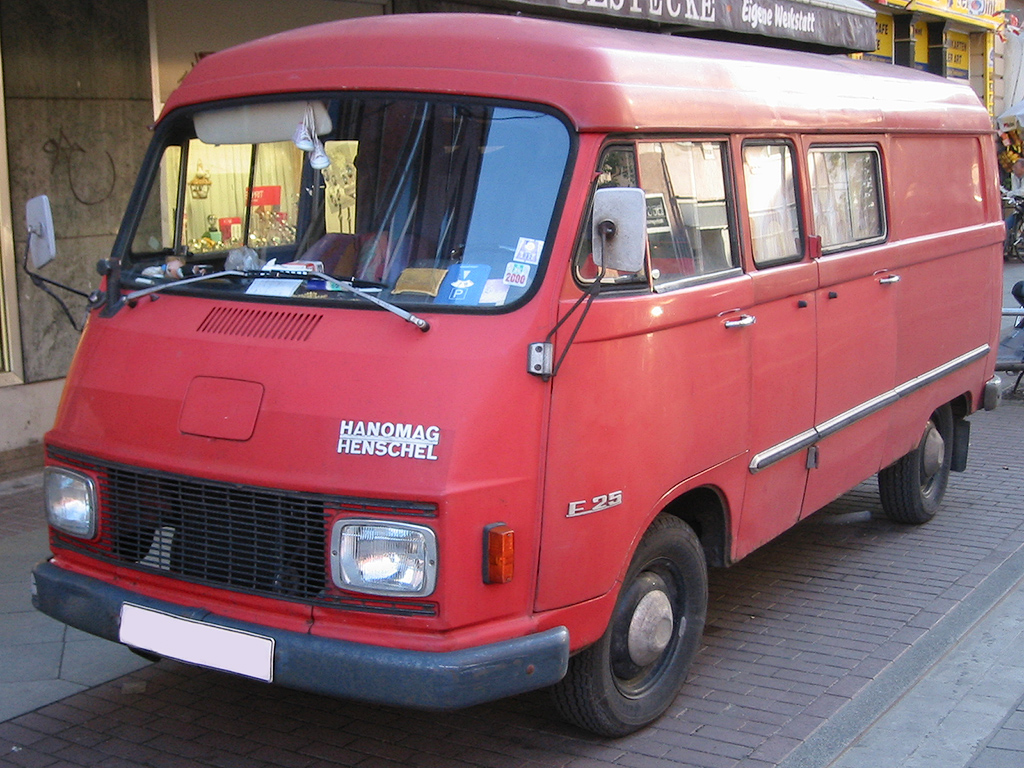
Hanomag-Henschel F25

Hanomag (Hannoversche Machinenfabrik AG) was een Duits fabrikant van treinen, auto's, vrachtwagens, tractoren, grondverzetmachines en andere werktuigen, die zijn oorsprong vindt in de Duitse stad Hannover.

## Geschiedenis
Op 6 juni 1835 werd in Linden, in 1920 gevoegd bij Hannover, een machinebouw en ijzergieterij opgericht door Georg Egestorff. Het begon onder de bedrijfsnaam Eisen-Giesserey und Maschinenfabrik Georg Egestorff. Egestorff stierf in 1868 en de erfgenamen verkochten de fabriek aan Bethel Henry Strousberg, de eigenaar van de Hannover-Altenbeken-spoorlijn. Zijn zaken gingen minder goed en op 10 maart 1871 richtte een consortium van banken de Hannoversche Maschinenbau Actien-Gesellschaft op. Het bedrijf stond bekend als fabrikant van stoomploegen, ketels, locomobielen en stoomlieren. In 1904 verscheen de naam Hanomag, als afkorting van de lange bedrijfsnaam.
In de jaren dertig kwam het bedrijf in handen van Vereinigte Stahlwerke. Na de machtsovername van de Nationaalsocialistische Duitse Arbeiderspartij (NSDAP) steeg het aandeel van oorlogsmaterieel in de totale omzet van 40% in 1934 naar 60% in 1936. Het aantal medewerkers verviervoudigde van 2.500 naar 10.000. Hanomag was betrokken bij de bouw van halfrupsvoertuigen, tanks, veldhouwitsers, luchtafweer- en spoorwegkanonnen. Na de Tweede Wereldoorlog werd dit bedrijfsonderdeel ontmanteld. Vereinigte Stahlwerke werd opgesplitst en Hanomag werd bij Rheinstahl ondergebracht. In 1965 werd Tempo Werk overgenomen en het assortiment van Hanomag werd uitgebreid met bestelwagens.
Eind jaren zeventig stond Hanomag er financieel zwak voor. Op 1 februari 1980 werd het bedrijf overgenomen door ondernemer Horst-Dieter Esch van IBH-holding. Dit bood weinig soelaas, IBH ging in november 1983 failliet en Hanomag volgde in februari 1984. Een deel maakte een doorstart, dit onderdeel ging verder als Hanomag GmbH dat in 1988 werd omgezet in een naamloze vennootschap. In juli 1989 nam het Japanse concern Komatsu een meerderheidsbelang van 64% in Hamomag AG, wat uiteindelijk in 2001 leidde tot Komatsu-Hanomag.

## Producten

### Treinen
Tussen 1846 en 1931 produceerde Hanomag stoomlocomotieven. De productie van treinen werd verkocht aan Henschel

### Auto's
Hanomag besloot in 1925 auto's te produceren, en startte met de 2/10PK ("Kommissbrot" ofwel komiezenbroodje). Dit bleek een schot in de roos. Langzaamaan groeiden de Hanomags. Eerst met een 746cc 3/16pk model, in 1934 een volwaardige auto, de Garant. Later volgde de Kurier en Rekord. De auto's waren uitgerust met vrij moderne 1,1 en 1,5 liter motoren en onafhankelijke wielophanging. Later volgde de Sturm met een zescilinder motor. De 1,3 liter werd in 1938 geïntroduceerd en werd ook na de Tweede Wereldoorlog geproduceerd. Na de oorlog wilde men het type Partner produceren maar uiteindelijk bleef het bij de prototypes in 1951.

### Vrachtwagens
Hanomag bouwde stoomtreinen en het was dan ook niet verwonderlijk dat men in 1905 begon met vrachtwagens op basis van stoomtechniek. Dit bleek niet zo'n succes en men besloot al snel op dieselmotoren over te gaan. Van vlak voor de Tweede Wereldoorlog tot ongeveer 1950 was Hanomag in Duitsland marktleider op het gebied van vrachtauto's. Nadat men een mislukte serie tweetakt diesels op de markt bracht, zakte de vraag in.
Ondanks de goede naam die Hanomag had, moest het bedrijf in 1969 om te overleven fuseren met Henschel. Het gefuseerde Hanomag-Henschel werd op zijn beurt in 1971 overgenomen door Mercedes-Benz, dat de zeer populaire Hanomag-Henschel F20/F35 serie ook onder eigen merk op de markt bracht. Ook werd de Mercedes-Benz 406/608 serie voor enige tijd onder de merknaam Hanomag-Henschel in de markt gezet met als serieaanduiding F45/F65.

### Tractors
Tussen 1912 en maart 1971 produceerde Hanomag tractors. Zowel met rupsbanden als met wielen. Aanvankelijk met stoomtractie, daarna benzinemotoren en nog later met dieselmotoren. Hanomag's eerste tractoren hadden een kenmerkende vierkante motorkap. Ze werden aangeduid met de letter R plus twee cijfers, bijvoorbeeld R28. Later werden er ronde motorkappen ingevoerd en werd ook de naamgeving veranderd, drie cijfers achter de R. Men stopte met de productie omdat die niet meer winstgevend was; de productie was te specialistisch geworden. Ook was de vraag teruggenomen. Wellicht had het er ook mee te maken dat Mercedes-Benz, dat zelf tractoren maakte, de boedel had overgenomen.

### Zwaar grondverzetmachines
Vanaf 1970 produceerde Hanomag alleen grondverzetmachines, zoals bulldozers, shovels en graafkranen, nadat de merknaam werd gekocht door de Duitse firma IBH. In 1989 nam Komatsu het bedrijf over en in 2001 werd de naam Komatsu-Hanomag geïntroduceerd. Tegenwoordig is het onderdeel van Komatsu en wordt de naam Hanomag niet meer gebruikt.

## Foto's

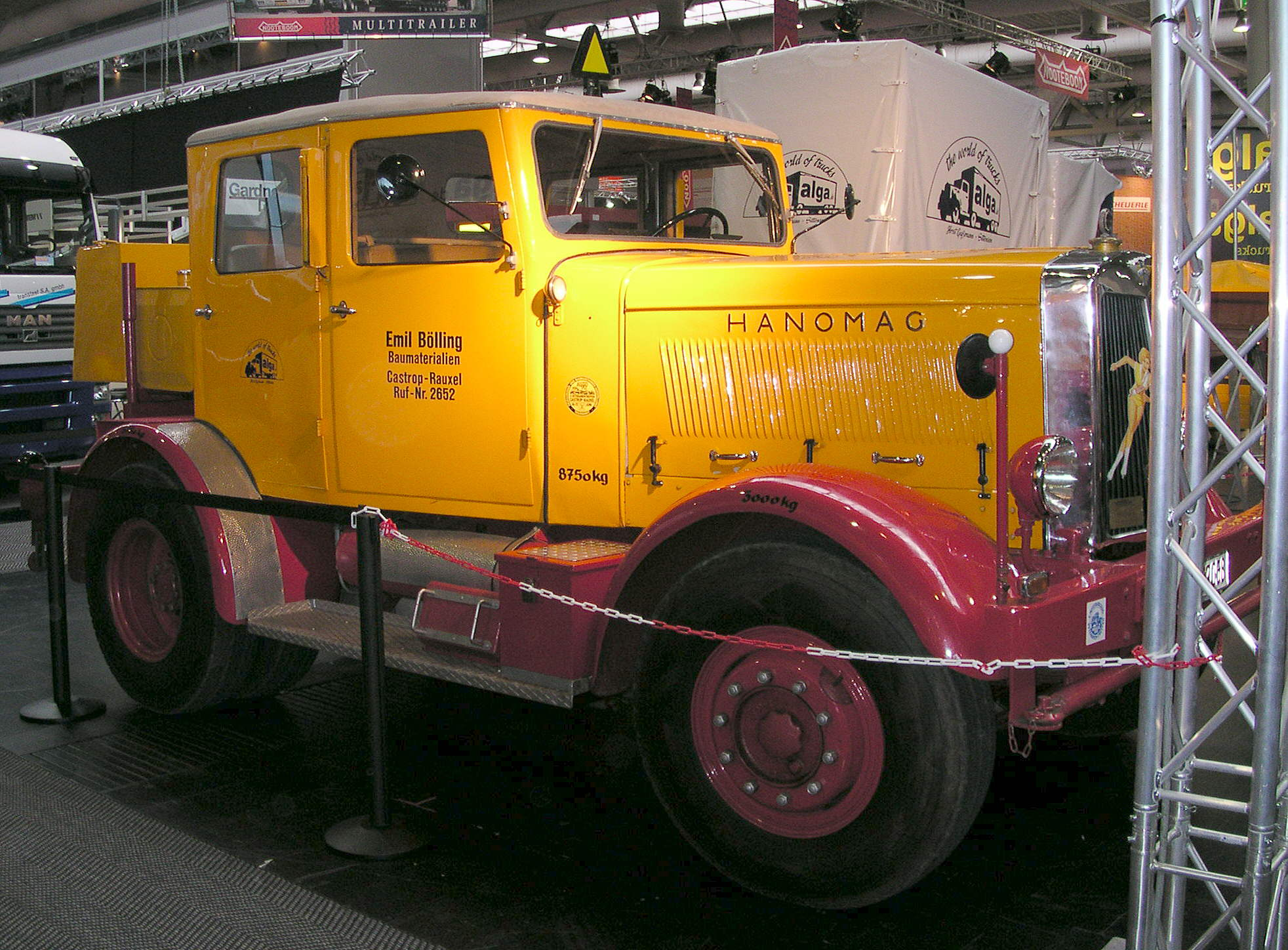
Hanomag ST-100 trekker
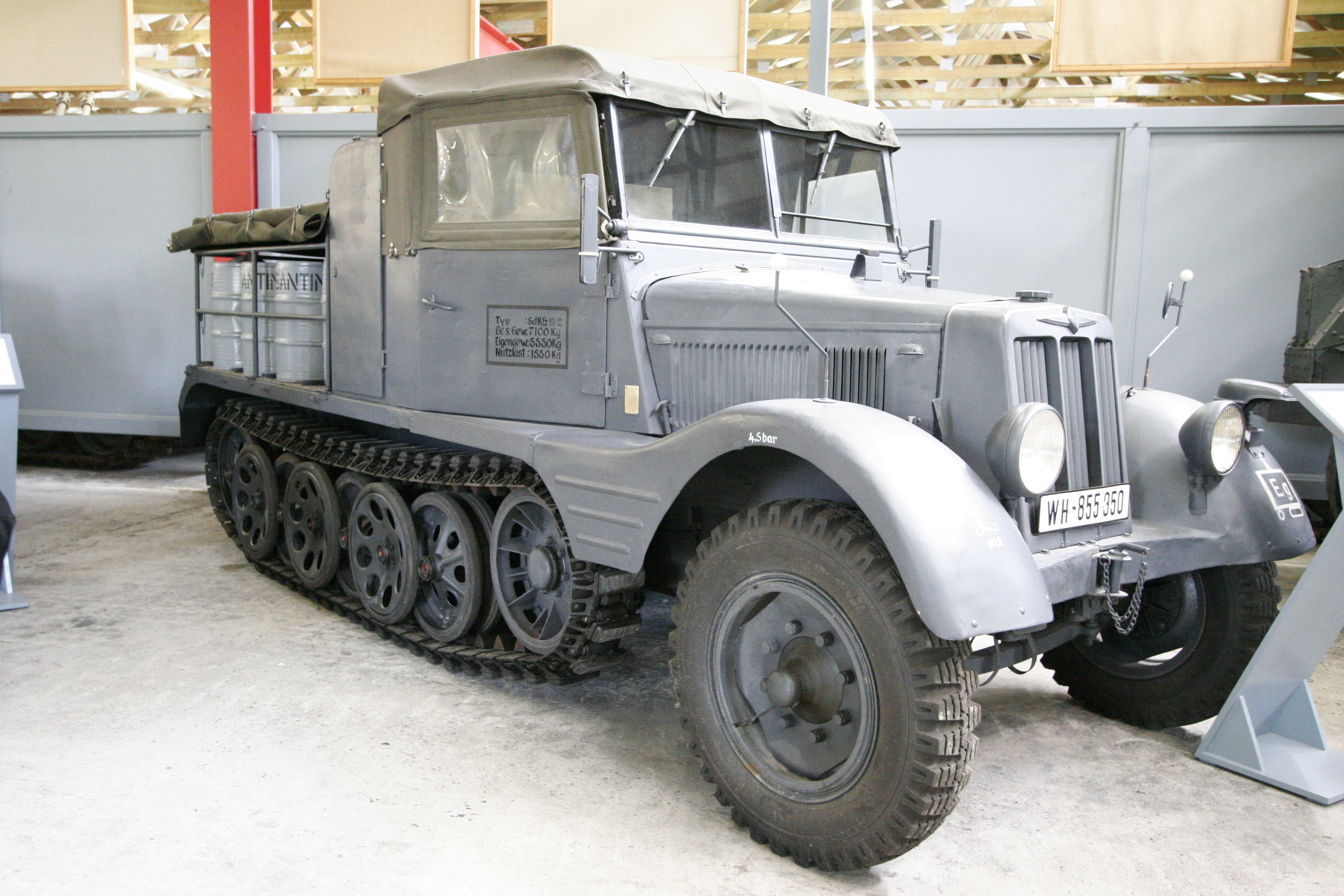
Hanomag Sd.Kfz. 11/2 halfrupsvoertuig
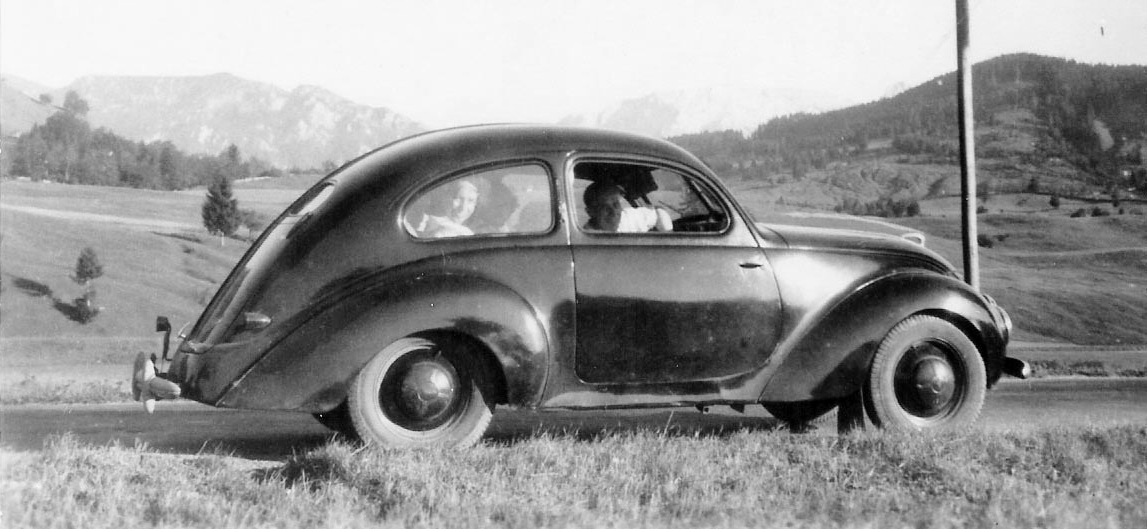
Hanomag 1,3 liter (type 13)
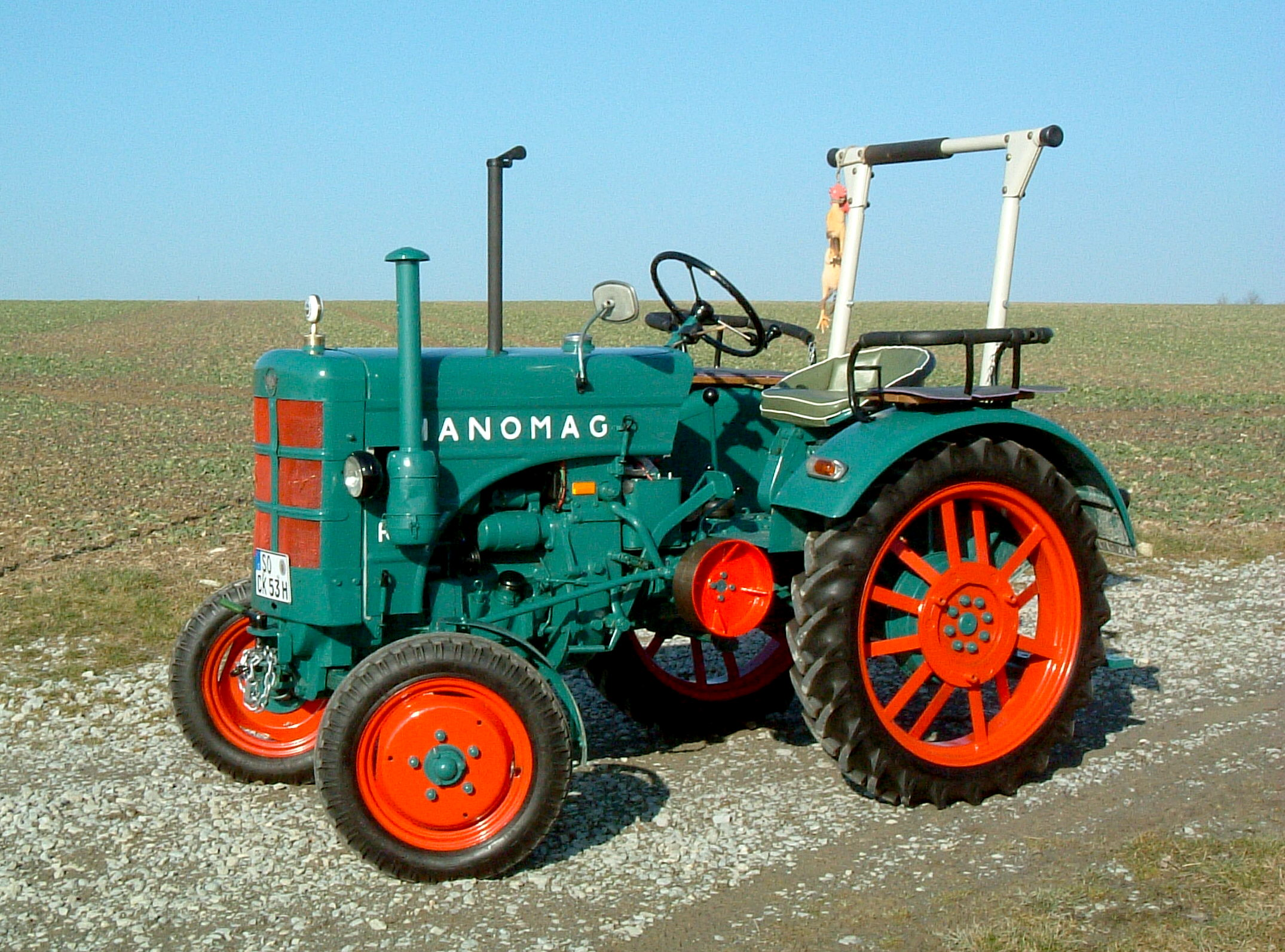
Hanomag R16 tractor
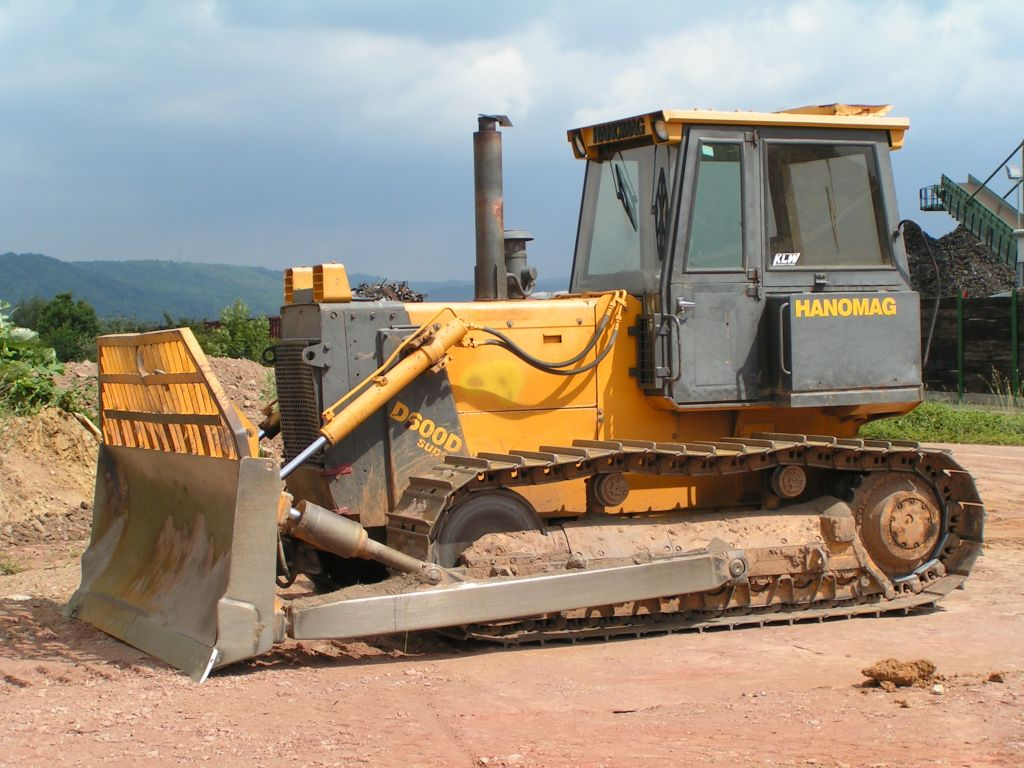
Hanomag bulldozer
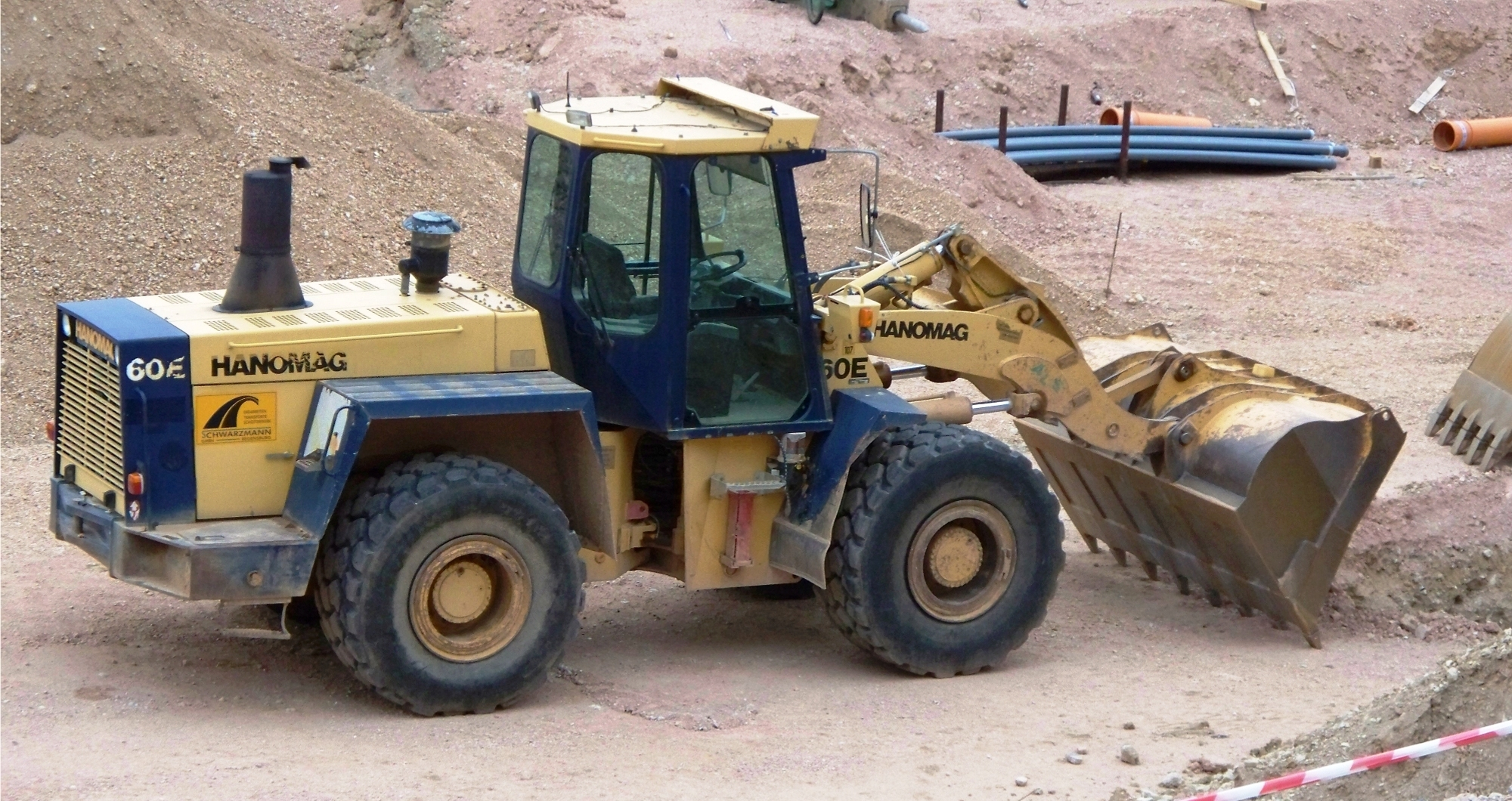
Hanomag shovel